# 王唯任
王 唯任（おう ゆいにん、1977年4月6日 - ）は、日本棋院東京本院所属の囲碁棋士。台湾台北市出身。筒井勝美六段門下。東京中華学校、桜美林大学経済学部卒。桜美林大学大学院国際学研究科国際関係専攻博士前期課程修了。

## 略歴
- 棋士では数少ない修士である。囲碁普及プロジェクト「IGO AMIGO」の棋士代表幹事を務めるなど熱心に普及活動を行っている。妻は囲碁のフリーペーパー「碁的」編集長などを務める、アマチュアインストラクターである[1]
- 吉原由香里・万波佳奈と成人向け囲碁入門及び初級者教室の講師を務め、日本棋院ジュニア囲碁スクールや母校桜美林大学のオープンカレッジの講師などの経験が豊富であり、入門から初級者向けの著作も多い。また、同郷の張栩と親交があり、著作の監修を行っている。
- 小学校3年生時の数学の女性教師より囲碁を勧められ、囲碁教室で学び始める。尚、数学教師は囲碁は打てなかったという。
- 1988年、台湾に旅行に来た師匠筒井勝美に認められ、棋士となるべく来日し日本棋院院生となる。当初は師匠宅で生活し、後幕張に存在した日本棋院囲碁研修センターで寮生となる。
- 1997年、2度の次点の後、棋士採用試験に合格し、プロ棋士となる。試験直前に父を亡くし、大きな悲しみの中での入段となった[2]。同年二段に昇段する。
- 1998年、桜美林大学経済学部に進学。
- 2002年、桜美林大学経済学部卒業。同大学大学院国際学研究科国際関係専攻に進学。
- 2004年、修士論文「情報化社会における囲碁文化の多様性」を提出し、桜美林大学大学院国際学研究科国際関係専攻博士前期課程修了[3]。
- 2011年、五段。

## 昇段・良績
- 1997年 4月1日 初段 、9月10日 二段（大手合）
- 1999年 5月28日 三段（大手合）
- 2000年 8月22日 四段（大手合）
- 2011年 4月1日 五段[4]（勝数規定）

## 著書

### 単著
- かんたんマスター囲碁. 新星出版社. (2007-5). ISBN 978-4405065772
- 囲碁スピード入門. ユーキャン. (2014-11). ISBN 978-4426700515

### 共著
- 吉原由香里; 万波佳奈 (2011-10). 囲碁ビギナーズ 13路盤で最速上達. NHK囲碁. NHK出版. ISBN 978-4140161944
- 吉原由香里; 万波佳奈 (2012-4). 19路盤は怖くない 悩み解消!12のポイント. 囲碁人文庫. マイナビ. ISBN 978-4839942748
- 吉原由香里 (2015-7). 囲碁手筋 基本のキ. 囲碁人ブックス. マイナビ. ISBN 978-4839955076

### 構成・協力
- 張栩 (2011-10). 張栩の実戦に学ぶ コウの考え方. マイコミ囲碁ブックス. マイナビ. ISBN 978-4839932817
- 張栩 (2008-11). 張栩の特選詰碁. 日本棋院. ISBN 978-4818205994

## 参考
- OBIRINER 2号（桜美林大学企画広報室）
- CEDEC2011 プロ棋士と囲碁AI研究者に0x10個の質問をしてみた 王唯任五段